# فیلیپو فورتین
فیلیپو فورتین (ایتالیایی: Filippo Fortin؛ زادهٔ ۱ فوریهٔ ۱۹۸۹) دوچرخه‌سوار اهل ایتالیا است.
از باشگاه‌هایی که در آن رکاب زده‌است می‌توان به اندرونی جوکاتولی–سیدرمک، تیم دوچرخه‌سواری نووو نوردیسک، و باردیانی–سی‌اس‌اف اشاره کرد.